# Музички педагог
Музички педагог је стручњак који се бави музичким образовањем и васпитањем. То је професија која обухвата подучавање музичких вештина (свирање инструмента, певање), теоријских знања (теорија музике, солфеђо, хармонија, музички облици), историје музике, као и развијање музикалности, слуха, ритма, музичке писмености, естетског укуса и љубави према музици код ученика различитих узраста и нивоа знања.
Музички педагог своју делатност обавља у различитим институцијама и окружењима, као што су:
- Основне и средње музичке школе
- Основне и средње школе општег образовног типа (као наставник музичке културе)
- Гимназије (као наставник музичке уметности)
- Факултети музичке уметности, академије и високе школе музике (као професори, доценти, асистенти)
- Предшколске установе (музички сарадници)
- Приватне школе музике или индивидуална настава
- Културно-уметничка друштва (хоровође, руководиоци оркестара)
- Центри за културу и друге организације које нуде музичке програме

## Области рада и специјализације
Професија музичког педагога је широка и обухвата различите специјализације:
- Наставници инструмента: Подучавају свирање одређеног инструмента (клавир, виолина, гитара, флаута, хармоника, удараљке итд.), фокусирајући се на техничку вештину, интерпретацију и музичко изражавање.
- Наставници соло певања: Раде на развоју вокалне технике, дикције, интерпретације и сценског наступа певача.
- Наставници теоријских предмета: Предају теорију музике, солфеђо (развијање слуха и ритма, музички диктати), хармонију, контрапункт, музичке облике и друге теоријске дисциплине.
- Наставници историје музике: Подучавају развој музике кроз различите епохе, стилове, жанрове и упознају ученике са значајним композиторима и делима.
- Наставници музичке културе/уметности: Раде у основним и средњим школама општег типа, са циљем да ученицима приближе основе музичке уметности, развију слушалачке навике, подстакну активно бављење музиком (певање, свирање на дечјим инструментима) и упознају их са музичком традицијом.
- Хоровође и диригенти школских ансамбала: Раде са хоровима и оркестрима у образовним институцијама.
- Музички педагози у предшколским установама: Користе музику за подстицање целокупног развоја деце кроз песму, игру, покрет и слушање музике.

## Образовање и квалификације
За обављање послова музичког педагога у Србији неопходно је одговарајуће високо образовање стечено на факултетима или академијама музичке уметности. Типични смерови који образују музичке педагоге су:
- Општа музичка педагогија: Студијски програм који пружа најшира знања и вештине за рад у различитим образовним окружењима, посебно за наставу солфеђа, теорије музике, хармоније, али и музичке културе у општеобразовним школама.
- Студије инструмента или соло певања: Дипломци ових смерова често се оспособљавају и за педагошки рад у музичким школама кроз групу педагошко-психолошких предмета.
- Композиција, Дириговање, Музикологија: Стручњаци из ових области такође могу радити у настави, посебно на вишим нивоима образовања (средње музичке школе, факултети).

Поред стручно-уметничких компетенција (владање инструментом/гласом, теоријска знања), од музичког педагога се очекују и развијене педагошке, психолошке и дидактичко-методичке компетенције, као и добре комуникационе вештине и способност мотивисања ученика.

## Улога и значај
Музички педагози имају важну улогу у:
- Преношењу музичких знања и вештина на нове генерације.
- Развијању музичке културе и уметничког укуса код деце и младих.
- Откривању и неговању музичких талената.
- Очувању музичке баштине и традиције.
- Подстицању креативности и изражавања кроз музику.
- Обогаћивању културног живота заједнице.

## Музичка педагогија као дисциплина
Музичка педагогија је научна, уметничка и интердисциплинарна област која се бави теоријом и праксом музичког образовања и васпитања. Она истражује циљеве, задатке, методе, садржаје и принципе наставе музике, психологију учења музике, историју музичког образовања и друге аспекте везане за процес стицања музичких знања и вештина. Музички педагог у свом раду примењује достигнућа музичке педагогије као научне дисциплине.